# Prednatjecanje za prvenstvo Jugoslavije u nogometu 1928.
Prednatjecanje za prvenstvo Jugoslavije u nogometu 1928. je drugo po redu izlučno natjecanje za završnicu državnog prvenstva koju je organizirao Jugoslavenski nogometni savez. Prednatjecanje je odigrano od 10. lipnja 1928. godine do 18. lipnja 1928. godine. 

## Natjecateljski sustav
U završnicu državnog prvenstva izravno su se plasirali prvaci Beogradskog (Jugoslavija), Zagrebačkog (Građanski) i Splitskog nogometnog podsaveza (Hajduk). Za preostala tri mjesta u završnici državnog prvenstva natjecali su se dvostrukim kup-sustavom prvaci preostala 4 podsaveza te doprvaci Beogradskog i Zagrebačkog nogometnog podsaveza.
| Podsavez    | Klub                  | Podsavezno prvenstvo | Prvenstvo JNS-a     |
| ----------- | --------------------- | -------------------- | ------------------- |
| Zagrebački  | Građanski (Zagreb)    | prvak                | izravno u završnici |
| Zagrebački  | HAŠK (Zagreb)         | doprvak              | prednatjecanje      |
| Splitski    | Hajduk (Split)        | prvak                | izravno u završnici |
| Beogradski  | Jugoslavija (Beograd) | prvak                | izravno u završnici |
| Beogradski  | BSK (Beograd)         | doprvak              | prednatjecanje      |
| Ljubljanski | Primorje (Ljubljana)  | prvak                | prednatjecanje      |
| Subotički   | SAND (Subotica)       | prvak                | prednatjecanje      |
| Sarajevski  | SAŠK (Sarajevo)       | prvak                | prednatjecanje      |
| Osječki     | Građanski (Osijek)    | prvak                | prednatjecanje      |

## Rezultati
| Datum            | Mjesto    | Momčadi                  | Rezultat    |
| ---------------- | --------- | ------------------------ | ----------- |
| 10. lipnja 1928. | Beograd   | BSK – Građanski (Osijek) | 6:1         |
| 17. lipnja 1928. | Osijek    | Građanski (Osijek) – BSK | 1:6         |
| 10. lipnja 1928. | Zagreb    | HAŠK – SAND              | 6:1         |
| 17. lipnja 1928. | Subotica  | SAND – HAŠK              | 2:4         |
| 10. lipnja 1928. | Ljubljana | Primorje – SAŠK          | 4:3         |
| 17. lipnja 1928. | Sarajevo  | SAŠK – Primorje          | 3:2 (prod.) |
| 18. lipnja 1928. | Sarajevo  | SAŠK – Primorje          | 3:2         |

- SAŠK i Primorje su zbog istog broja postignutih pogodaka u obje utakmice morali odigrati treću utakmicu.
- U završnicu državnog prvenstva plasirali su se: BSK, HAŠK i SAŠK.